# Volley Masters Montreux 2013
Montreux Volley Masters – 28. edycja towarzyskiego turnieju siatkarskiego, który trwał od 28 maja do 2 czerwca. W turnieju wzięło udział 8 reprezentacji:
- Brazylia
- Chiny
- Dominikana
- Japonia
- Niemcy
- Rosja
- Szwajcaria
- Włochy

## Faza grupowa

### Grupa A
Tabela
| Lp. | Drużyna    | Pkt | Mecze | Mecze   | Mecze   | Sety | Sety | Sety  | Małe punkty | Małe punkty | Małe punkty |
| Lp. | Drużyna    | Pkt | M     | W (3:2) | P (2:3) | wyg. | prz. | ratio | zdob.       | str.        | ratio       |
| --- | ---------- | --- | ----- | ------- | ------- | ---- | ---- | ----- | ----------- | ----------- | ----------- |
| 1   | Brazylia   | 9   | 3     | 3 (0)   | 0 (0)   | 9    | 0    | MAX   | 227         | 178         | 1.275       |
| 2   | Rosja      | 6   | 3     | 2 (0)   | 1 (0)   | 6    | 4    | 1.500 | 233         | 206         | 1.131       |
| 3   | Chiny      | 3   | 3     | 1 (0)   | 2 (0)   | 4    | 6    | 0.667 | 225         | 230         | 0.978       |
| 4   | Szwajcaria | 0   | 3     | 0 (0)   | 3 (0)   | 0    | 9    | 0.000 | 159         | 225         | 0.707       |

Źródło: fivb.org
Punktacja: 3:0 i 3:1 – 3 pkt; 3:2 – 2 pkt; 2:3 – 1 pkt; 1:3 i 0:3 – 0 pkt
Zasady ustalania kolejności: 1. liczba punktów; 2. liczba zwycięstw; 3. stosunek setów; 4. stosunek małych punktów
     awans do półfinałów
     mecze o miejsca 5-8
Wyniki
| Data  | Godz. | Drużyna 1 | Wynik | Drużyna 2  | 1     | 2     | 3     | 4     | 5 | Widzów | * |
| ----- | ----- | --------- | ----- | ---------- | ----- | ----- | ----- | ----- | - | ------ | - |
| 28.05 | 18:30 | Chiny     | 1:3   | Rosja      | 22:25 | 18:25 | 28:26 | 15:25 |   |        | 1 |
| 28.05 | 21:00 | Brazylia  | 3:0   | Szwajcaria | 25:21 | 25:23 | 25:10 |       |   |        | 2 |
| 29.05 | 18:30 | Brazylia  | 3:0   | Chiny      | 25:19 | 27:25 | 25:23 |       |   |        | 3 |
| 30.05 | 16:30 | Chiny     | 3:0   | Szwajcaria | 25:22 | 25:17 | 25:18 |       |   |        | 4 |
| 30.05 | 18:30 | Rosja     | 0:3   | Brazylia   | 14:25 | 20:25 | 23:25 |       |   |        | 5 |
| 31.05 | 16:30 | Rosja     | 3:0   | Szwajcaria | 25:9  | 25:22 | 25:17 |       |   |        | 6 |

### Grupa B
Tabela
| Lp. | Drużyna    | Pkt | Mecze | Mecze   | Mecze   | Sety | Sety | Sety  | Małe punkty | Małe punkty | Małe punkty |
| Lp. | Drużyna    | Pkt | M     | W (3:2) | P (2:3) | wyg. | prz. | ratio | zdob.       | str.        | ratio       |
| --- | ---------- | --- | ----- | ------- | ------- | ---- | ---- | ----- | ----------- | ----------- | ----------- |
| 1   | Włochy     | 7   | 3     | 2 (0)   | 1 (1)   | 8    | 3    | 2.667 | 260         | 225         | 1.156       |
| 2   | Dominikana | 6   | 3     | 2 (0)   | 1 (0)   | 6    | 4    | 1.500 | 231         | 208         | 1.111       |
| 3   | Japonia    | 5   | 3     | 2 (1)   | 1 (0)   | 6    | 6    | 1.000 | 264         | 265         | 0.996       |
| 4   | Niemcy     | 0   | 3     | 0 (0)   | 3 (0)   | 2    | 9    | 0.222 | 214         | 271         | 0.790       |

Źródło: fivb.org
Punktacja: 3:0 i 3:1 – 3 pkt; 3:2 – 2 pkt; 2:3 – 1 pkt; 1:3 i 0:3 – 0 pkt
Zasady ustalania kolejności: 1. liczba punktów; 2. liczba zwycięstw; 3. stosunek setów; 4. stosunek małych punktów
     awans do półfinałów
     mecze o miejsca 5-8
Wyniki
| Data  | Godz. | Drużyna 1  | Wynik | Drużyna 2  | 1     | 2     | 3     | 4     | 5     | Widzów | * |
| ----- | ----- | ---------- | ----- | ---------- | ----- | ----- | ----- | ----- | ----- | ------ | - |
| 28.05 | 16:30 | Japonia    | 0:3   | Dominikana | 19:25 | 16:25 | 22:25 |       |       |        | 1 |
| 29.05 | 16:30 | Dominikana | 3:1   | Niemcy     | 25:15 | 21:25 | 25:20 | 25:16 |       |        | 2 |
| 29.05 | 21:00 | Japonia    | 3:2   | Włochy     | 21:25 | 27:25 | 25:21 | 21:25 | 15:12 |        | 3 |
| 30.05 | 21:00 | Włochy     | 3:0   | Niemcy     | 25:11 | 27:25 | 25:20 |       |       |        | 4 |
| 31.05 | 18:30 | Włochy     | 3:0   | Dominikana | 25:23 | 25:17 | 25:20 |       |       |        | 5 |
| 31.05 | 21:00 | Niemcy     | 1:3   | Japonia    | 21:25 | 25:23 | 22:25 | 14:25 |       |        | 6 |

## Faza play-off

### Mecze o miejsca 5-8
| Data  | Godz. | Drużyna 1 | Wynik | Drużyna 2  | 1     | 2     | 3     | 4 | 5 | Widzów | * |
| ----- | ----- | --------- | ----- | ---------- | ----- | ----- | ----- | - | - | ------ | - |
| 01.06 | 14:00 | Chiny     | 3:0   | Niemcy     | 25:19 | 25:19 | 25:21 |   |   |        | 1 |
| 01.06 | 16:00 | Japonia   | 3:0   | Szwajcaria | 25:20 | 25:15 | 25:14 |   |   |        | 2 |

### Mecz o 5 miejsce
| Data  | Godz. | Drużyna 1 | Wynik | Drużyna 2 | 1     | 2     | 3     | 4     | 5 | Widzów | * |
| ----- | ----- | --------- | ----- | --------- | ----- | ----- | ----- | ----- | - | ------ | - |
| 02.06 | 11:00 | Chiny     | 1:3   | Japonia   | 20:25 | 25:27 | 25:13 | 19:25 |   |        | 1 |

### Półfinały
| Data  | Godz. | Drużyna 1 | Wynik | Drużyna 2  | 1     | 2     | 3     | 4     | 5     | Widzów | * |
| ----- | ----- | --------- | ----- | ---------- | ----- | ----- | ----- | ----- | ----- | ------ | - |
| 01.06 | 18:30 | Brazylia  | 3:0   | Dominikana | 25:19 | 25:18 | 32:30 |       |       |        | 1 |
| 01.06 | 21:00 | Włochy    | 2:3   | Rosja      | 23:25 | 25:21 | 23:25 | 25:13 | 11:15 |        | 2 |

### Mecz o 3 miejsce
| Data  | Godz. | Drużyna 1  | Wynik | Drużyna 2 | 1     | 2     | 3     | 4     | 5 | Widzów | * |
| ----- | ----- | ---------- | ----- | --------- | ----- | ----- | ----- | ----- | - | ------ | - |
| 02.06 | 13:30 | Dominikana | 3:1   | Włochy    | 15:25 | 25:22 | 25:18 | 26:24 |   |        | 1 |

### Finał
| Data  | Godz. | Drużyna 1 | Wynik | Drużyna 2 | 1     | 2     | 3     | 4 | 5 | Widzów | * |
| ----- | ----- | --------- | ----- | --------- | ----- | ----- | ----- | - | - | ------ | - |
| 02.06 | 16:00 | Brazylia  | 3:0   | Rosja     | 25:23 | 25:23 | 25:22 |   |   |        | 1 |

## Klasyfikacja końcowa
| Miejsce | Reprezentacja |
| ------- | ------------- |
| 1.      | Brazylia      |
| 2.      | Rosja         |
| 3.      | Dominikana    |
| 4.      | Włochy        |
| 5.      | Japonia       |
| 6.      | Chiny         |
| 7.      | Niemcy        |
| 7.      | Szwajcaria    |

## Nagrody indywidualne
| MVP            | Najlepsza punktująca | Najlepsza atakująca | Najlepsza blokująca | Najlepsza zagrywająca | Najlepsza rozgrywająca | Najlepsza przyjmująca | Najlepsza libero |
| -------------- | -------------------- | ------------------- | ------------------- | --------------------- | ---------------------- | --------------------- | ---------------- |
| Fernanda Garay | Zhu Ting             | Miyu Nagaoka        | Irina Zariażko      | Darja Isajewa         | Dani Lins              | Monica De Gennaro     | Mengjie Wang     |